# Insigna „Vedete torpiloare”

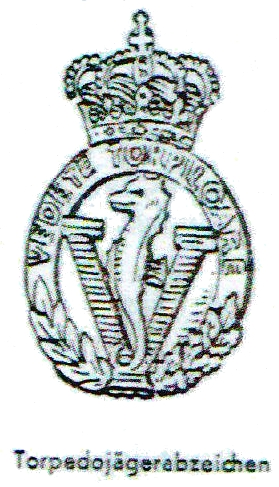
Insigna românească „Vedete torpiloare”

Insigna „Vedete torpiloare” a fost o insignă de război românească acordată membrilor Marinei Regale Române în timpul celui de-al Doilea Război Mondial, instituită prin decret la 27 mai 1943 de către Ministerul Apărării Naționale condus de mareșalul Ion Antonescu.

## Cerințe de atribuire
Insigna „Vedete torpiloare” a fost o decorație militară acordată membrilor Marinei Regale Române care au servit pe nave torpiloare românești în timpul celui de-al Doilea Război Mondial. Această insignă a fost purtată doar atât timp cât deținătorul a servit pe o navă torpiloare românească. Cu toate acestea, existau condiții speciale în care insigna putea fi acordată pe viață. De exemplu, insigna a fost acordată tuturor membrilor echipajului de vânători de torpile care au fost răniți în misiuni inamice, comandantului grupului de vânători de torpile și inginerului șef al grupului de vânători de torpile sub a cărui comandă sau îndrumare tehnică a fost pusă în serviciu prima torpiloare românească. În plus, insigna a fost acordată pe viață și celor care au asigurat primele echipaje ale primelor torpiloare românești în 1940 (anul mobilizării). Indiferent de acest lucru, insigna „Vedete torpiloare” putea fi acordată și dacă beneficiarul a navigat pe nave torpiloare românești timp de cel puțin trei ani, indiferent de orice întrerupere, sau dacă a avut 12 contacte cu inamicul. Această insignă a fost considerată o distincție de mare onoare în cadrul Marinei Regale Române și a fost un simbol al curajului și al devotamentului față de patrie. 

## Aspectul și modul de purtare
insigna a fost realizată în formă ovală și a prezentat o coroană de lauri în partea de jos și a fost inscripționată în partea de sus cu cuvântul „VEDETE TORPILOARE”. În centru se afla un căluț de mare montat pe un V supradimensionat, simbolizând navele de patrulare rapide sau torpiloarele din flota românească. Partea superioară a insignei de război a fost decorată cu Coroana Regală Română, simbol al suveranității naționale. Designul insignei a fost placat cu aur pentru ofițeri și cu argint pentru ofițeri și marinari. Această insignă a fost atașată la toate costumele militare peste catarama de ordine din partea stângă a pieptului, spre deosebire de alte insigne de război care erau purtate sub catarama de ordine. Insigna de luptător împotriva torpilelor a fost considerată o distincție de mare onoare în cadrul Marinei Regale Române. Prin acordarea acestei insigne, membrii echipajelor erau recunoscuți ca fiind eroi ai națiunii române și apreciați pentru devotamentul lor față de patrie.